# Дудачный
Дудачный — посёлок в Волжском районе Самарской области России. Входит в состав сельского поселения Подъём-Михайловка.

## География
Посёлок находится в центральной части Самарской области, в пределах Низкого Заволжья, в лесостепной зоне, на левом берегу реки Малая Вязовка, на расстоянии примерно 49 км  (по прямой) к юго-востоку от Самары, административного центра района. Абсолютная высота — 83 м над уровнем моря.
Климат
Климат характеризуется как континентальный, с морозной зимой и продолжительным тёплым летом. Среднегодовая температура — 4,4 — 4,8 °C. Среднегодовое количество атмосферных осадков колеблется в диапазоне от 483 мм до 504 мм. Снежный покров в течение 140−160 дней.

## Население
| 2010 |
| ---- |
| 236  |

Половой состав
По данным Всероссийской переписи населения 2010 года в гендерной структуре населения мужчины составляли 47,5 %, женщины — соответственно 52,5 %.
Национальный состав
Согласно результатам переписи 2002 года, в национальной структуре населения русские составляли 59 % из 292 чел.